# بيتر بارنز (صحفي)
بيتر بارنز (بالإنجليزية: Peter Barnes)‏ هو صحفي أمريكي، ولد في 16 أبريل 1940 في نيويورك في الولايات المتحدة.